# Pavel Ivanovics Beljajev
Pavel Ivanovics Beljajev (oroszul: Павел Иванович Беляев) (Cseliscsevo, 1925. június 26. – Moszkva, 1970. január 10.) szovjet vadászpilóta, űrhajós.

## Életpálya
Esztergályos vizsgát tett. 1943-ban, a második világháborúban önként jelentkezett katonai szolgálatra, 1945-ben repülőtisztté avatták. A Japán elleni hadműveletekben vadászpilótaként teljesített szolgálatot. 1956-1959 között elvégezte a repülőakadémiát. 1960. április 28-tól kapott űrhajóskiképzést, közben a repülőakadémián aspirantúrát végzett. 1 napot, 2 órát és 2 percet töltött a világűrben. 1970. január 10-én hashártyagyulladás következtében halt meg. Moszkvában a Novogyevicsi temetőben helyezték végső nyugalomra.

## Űrrepülések
Voszhod–2 űrhajó parancsnokként Alekszej Arhipovics Leonov űrhajós űrsétáját biztosította. Az űrhajót kézi irányítással hozta vissza a Földre.
Bélyegen is megörökítették az űrrepülését.

## Kitüntetések

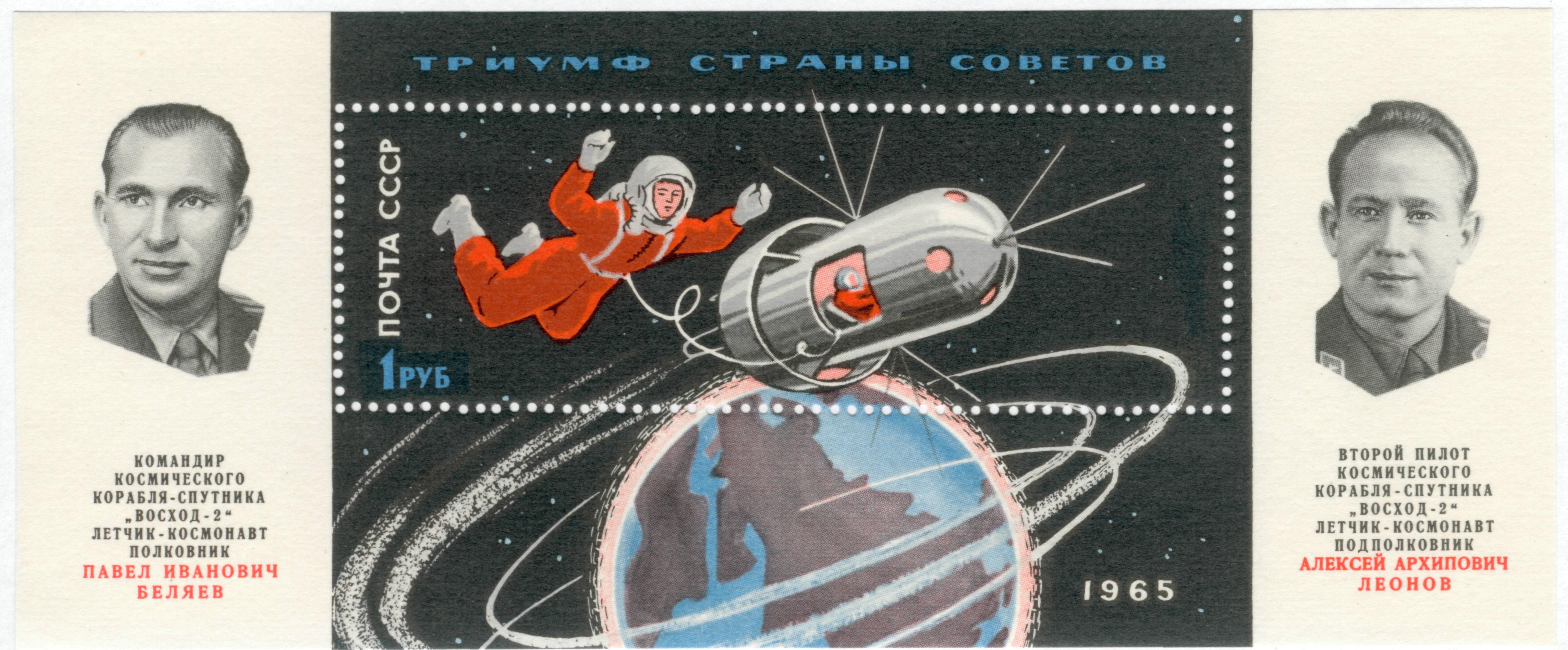
Szovjet bélyegblokk a Voszhod-2 űrhajó 1965-ös űrrepülésének emlékére

Kiemelkedő teljesítményéért megkapta a Szovjetunió Hőse kitüntetést. Több helyen szobrot emeltek a tiszteletére. A Hold túlsó oldalán krátert neveztek el róla.